# ناحیه لیسبون
لیسبون، نام یکی از نواحی پرتغال است. مرکز این ناحیه شهر لیسبون است. این ناحیه بیش از دو میلیون نفر جمعیت دارد.

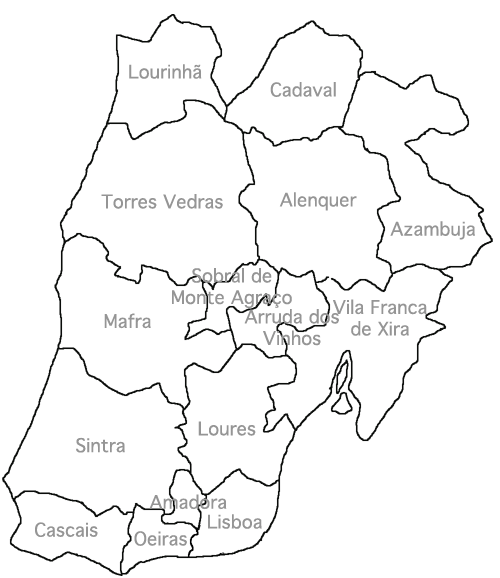

ناحیه لیسبون دارای ۱۶ شهر حومه است:
| - آلنگر - آمادورا - آررودا داس وینهوس - آزمبوجا - کادوال - کشکایش - لیسبوآ - لورس | - لورینها - سوبرال د مونتو آگراچو - مافرا - اودیولاس - اویراس - سینترا - توررس ودراس - ویلا فرنسا د اکسیرا |  |